# Kamal Shrestha
Kamal Shrestha (कमल श्रेष्ठ; Katmandu, 10 luglio 1997) è un calciatore nepalese, di ruolo difensore, svincolato.

## Carriera

### Nazionale
Ha esordito in nazionale nel 2016.